# Provincia di Rehamna
La provincia di Rehamna – o Rhamna – è una divisione amministrativa del Marocco, ad economia prevalentemente rurale, della regione di Marrakech-Safi. Il suo capoluogo è Ben Guerir.

## Storia
La provincia di Rehamna è stata istituita nel 2009 – decreto 2-09-319 dell'11 giugno – a seguito dello smembramento della provincia di El Kelâat Es-Sraghna.

## Geografia fisica
La provincia di Rehamna, ha una superficie di 5856 km² ed è situata nel nord della regione di Marrakech-Safi. I suoi confini sono:
- a nord con il fiume Oum Er-Rbia;
- ad est con la provincia di El Kelâat Es-Sraghna;
- a sud con il fiume Tensift;
- ad ovest con la regione Doukkala-Abda.

## Amministrazione territoriale
La provincia di Rehamna è costituita da 25 comuni, dei quali due municipalità: Ben Guerir, il capoluogo, e Sidi Bou Othmane (che fino al 2004 era un comune rurale).
Quattro delle località sono considerate città: le municipalità di Ben Guerir e Sidi Bou Othmane ed i centri urbani di Skhour Rehamna e Sidi Boubker.